# Eveles Chimala
Eveles Chimala es una comadrona malauí que trabaja en la sala de maternidad del Hospital Bwaila en Lilongüe, la capital de Malaui.

## Trayectoria
En 2015, siendo estudiante de la Kamazu College of Nursing (KCN), participó en una iniciativa para financiar equipos médicos en el Hospital de Maternidad Gogo Chatinkha, Hospital Queen Elizabeth, en la ciudad de Blantire, en la Región del Sur de Malaui.
Chimala ha investigado por qué los hitos del partograma (seguimiento de la maternidad, según la Organización Mundial de la Salud) no se utilizan en su hospital, en un país donde las mujeres tienen 450 veces más probabilidades de morir durante el parto que en Grecia o Finlandia.
Como parte de su investigación fue coautora de un artículo publicado en la Revista Internacional de Ginecología y Obstetricia, titulado “Mejora y retención de conocimientos y habilidades en obstetricia de emergencia y atención neonatal en un programa de orientación hospitalaria en Lilongwe, Malawi”.

## Reconocimiento
En 2015, apareció en la lista de las 100 Women de la BBC.